# كاني وماني
في اللغة الديموطيقية (وهي النسخة الشعبية من اللغة الهيروغليفية التي يتكلمها عامة الشعب المصري القديم) كان الكاني هو السمن البلدي (المصنوع من اللبن) والماني هو عسل النحل.
وأصل الكاني والماني هو أن الفلاح المصري القديم كان حينما يحتاج أن يقدم طلبا للحكومة أو يشتكي جاراً له (وكان أغلب الشعب أميا لا يقرأ ولا يكتب) يحتاج أن يذهب للكاهن كي يكتب له الطلب.
فكان الفلاح يذهب للكاهن ويقدم له الأتعاب (أو الرشوة) المكونة من السمن والعسل وبعد أن يتناول الكاهن الكاني والماني يبدأ في الاستماع لحكاوي الفلاح الذي يريد أن يقدم شكوى قد تكون حقيقية أو كيدية.
ومن هنا نشأت مقولة كاني وماني في الثقافة المصرية بمعنى ألا تحكي لي حكايات قد تكون حقيقية وقد لا تكون، وانتقلت إلى الثقافة العربية بالاحتكاك بدون أن يعرف الناس أصل «كاني وماني».